# 馬克思主義女性主義
馬克思主義女性主義（英語: Marxist feminism）是一種融合並擴展馬克思主義理論的女性主義哲學流派。馬克思主義女性主義分析女性如何通過資本主義和私人財產的個別擁有方式遭受剝削。根據馬克思主義女性主義者的觀點，女性的解放只能通過拆解資本主義體系來實現，他們認為在這些體系中，女性的勞動往往未獲得補償。馬克思主義女性主義者將傳統馬克思主義分析擴展至無償的家庭勞動和性別關係。

## 馬克思主義理論背景
馬克思主義透過財富和生產的發展與組織，追蹤壓迫與階級分化在人類社會進化中的發展，並將壓迫性社會結構的進化與壓迫性家庭結構的進化相關聯，也就是說，壓迫女性變成常態正好與壓迫性社會的誕生相互吻合。
在《家庭、私有制和國家的起源》(The Origin of the Family, Private Property, and the State)（1884）一書中， 恩格斯從眾多研究中探討了家庭結構、社會階層以及財富概念的最早起源。他認為女性最初擁有較高的社會地位並在勞動中享有平等待遇，尤其是只有女性才能確保承襲家族姓氏，由於最早的男性甚至未曾承襲家族姓氏，因此他們無法確定自己的孩子是誰，也無法從繼承中受益。
當農業開始豐饒，而因為農業結果來自男性在家外之工作，使得一種對男性血脈和繼承的更深層次渴望便被建立。為了實現這一願望，女性不僅獲得了她們長久以來追求的婚姻專一性，並且被強迫接受這一制度，成為家庭勞動的一部分，而男性則追求一種隱秘的「交際花文化」（hetaerism）。恩格斯將這一情況描述為與強制性勞役的開始相吻合，並成為社會的主導特徵，最終導致歐洲的階級壓迫文化，貧窮家庭的孩子被期待成為富人家的僕人。
恩格斯在書中重新詮釋了他和馬克思在1846年的一段話，原文為：「最初的分工是男女之間為繁衍後代而進行的分工 (The first division of labor is that between man and woman for the propagation of children,)」，他改為說：「歷史上最早的階級對立與男女在一夫一妻制婚姻中的對立發展相吻合，最早的階級壓迫也與男性對女性的壓迫相吻合。(The first class opposition that appears in history coincides with the development of the antagonism between man and woman in monogamous marriage, and the first class oppression coincides with that of the female sex by the male.)」
性別壓迫是通過文化再生(Cultural reproduction)並維持的，並且在制度化的不平等中得以延續。通過將男性優於女性之上，拒絕承認傳統家庭勞動的同等價值，工人階級的男性被社會化進入一個壓迫結構，而這個結構則邊緣化了工人階級的女性。

## 生產性、非生產性與再生產性勞動
馬克思將勞動分為兩大類：生產性勞動與非生產性勞動。
- 生產性勞動(Productive labor)是指創造剩餘價值的勞動，例如原材料的生產和產品的製造。
- 非生產性勞動(Unproductive labor)則不創造剩餘價值，實際上可能是由剩餘價值來補貼的，例如: 監督工作、記帳、行銷等職務。

早期的馬克思主義與社會主義女性主義者在1910年代初期開始在更廣泛的工人運動中建立為工人女性服務的組織。 這些組織者認為工人女性的需求與資產階級發展的女性主義運動不同。 對這些女性來說，將性別與階級分開作為解放手段是難以想像的，她們在共產黨和社會主義黨內對她們的觀點有著不同程度的成功。
1970年代的馬克思主義女性主義作家，如瑪格麗特·本斯頓（Margaret Benston）與佩吉·莫頓（Peggy Morton），皆大力依賴對生產性與非生產性勞動的分析，試圖改變當時社會對家庭消費是唯一目的的看法，並提出國家支付家庭主婦工資的論點，以及將家庭視為一個生產性實體的文化觀念。儘管在資本主義體系中，維護家庭的工作幾乎沒有物質價值，因為它不生產可銷售的產品。然而在馬克思主義中，維護家庭是生產性的，因為它具有服務價值，並且以商品的方式來理解。

### 家務勞動的工資
一些馬克思主義女性主義者將女性遭受壓迫的主要原因歸結於女性被排除在生產性勞動之外，並提倡將家庭勞動納入有工資的資本主義經濟體系中。補償再生產性勞動的觀念早在社會主義者如夏綠蒂·柏金斯·吉爾曼（Charlotte Perkins Gilman，1898年）的著作中就已經出現。吉爾曼認為，女性的壓迫源自於她們被迫進入私人領域。她主張，當女性的勞動被認可並在公共領域中獲得價值時，女性的處境將會改善。
其中最具影響力的補償再生產性勞動的努力，是1972年由國際女性主義集體（International Feminist Collective）成員在意大利發起的國際家務勞動工資運動。其成員包括了塞爾瑪·詹姆斯（Selma James）、瑪麗亞羅莎·達拉·科斯塔（Mariarosa Dalla Costa）、布里吉特·高爾提耶（Brigitte Galtier）和西爾維亞·費德里奇（Silvia Federici）等人，發表了多篇著作，並在學術界和公共領域推廣她們的理念。儘管這個運動最初是由意大利的一小群女性發起，但家務勞動工資運動成功地在國際間動員起來。隨著費德里奇的協助，一個家務勞動工資小組在紐約布魯克林成立。 儘管海蒂·哈特曼（Heidi Hartmann，1981年）後來承認這些運動最終沒有成功，但它們引發了關於家務勞動價值及其與經濟關係的重要討論。

### 家庭奴隸制
著名的馬克思主義女性主義者安吉拉·戴維斯（Angela Davis）在《女性、種族與階級》（Women, Race and Class）一文中提到家務勞動的概念被用來解構資本主義在家庭中的性別化勞動結構，並揭露了女性是如何通過「家庭奴隸制」被剝削。 戴維斯在總結中提到「家庭勞動的社會化——包括準備餐食和照顧孩子——預設了以經濟中不再由追求利潤的動機主導為前提。(the socialisation of housework – including meal preparation and child care – presupposes an end to the profit-motive’s reign over the economy.)」
然而，試圖解決家庭勞動剝削的人們經常遭到批評與反對。批評與反對者認為這類性別化的家務勞動應該被視為一種社會公益。 而馬克思主義女性主義者則認為，未經質疑的家庭奴隸制維持了女性在所有資本主義經濟體系中所面臨的結構性不平等。

### 同工同酬
1977年英國女性主義社會學家維羅妮卡·比奇（Veronica Beechey）發表了《女性工資勞動筆記》（Some Notes on Female Wage Labour）。她在文中指出女性應該被視為一個未被承認的「勞動後備軍」。作為回應，佛洛亞·安西亞斯（Floya Anthias）發表了《女性與勞動後備軍：對維羅妮卡·比奇的批判》（Woman and the Reserve Army of Labour: A Critique of Veronica Beechey） 質疑比奇的觀點，同時也承認比奇的研究「是對女性工資勞動進行分析的最為精緻和有影響力的嘗試，並且使用或重新構建了馬克思《資本論》中的概念。」
1987年，Verso出版社出版了比奇數篇論文，名為《不平等的工作》（Unequal Work），收錄了她對女性參與勞動的探討。

## 交叉性與馬克思主義女性主義
交叉性（Intersectionality）作為目前女性主義中的一種廣泛流行的理論。傳統的馬克思主義女性主義者對其依賴資產階級身份政治持批判態度，認為交叉性通過過度強調個體經驗而非集體的無產階級經歷，限制了對階級和權力的理解。在這種觀點下，不同的身份應該被集體克服，以挑戰資本主義結構。
馬克思主義女性主義者則將交叉性視為一種透視身份不同面向相互作用的視角，認為這是由結構性、系統性壓迫所引起的。
交叉性馬克思主義女性主義挑戰將階級與社會身份分開的做法，認為這樣的分析是對資本主義的不完整批判，並且重複了資產階級的階層結構。雖然在這一模式中，階級被視為系統性壓迫的根本原因，馬克思主義女性主義者仍可使用交叉性視角來理解階級如何在全球範圍內被社會建構。

## 對其他流派的批判
德國婦女運動先驅克拉拉·蔡特金（Clara Zetkin）和俄國共產主義革命家與首位女性駐外大使亞歷山德拉·柯倫泰（Alexandra Kollontai）對於強化階級地位的女性主義持反對態度。她們認為，在經濟不平等的情況下，上層階級女性無法真正理解工人階級女性的困境，因此也難以實現階級間的聯合。柯倫泰在1909年寫道：
為什麼女性工人要與資產階級女性主義者結盟呢？如果這樣的聯盟成立，究竟會對誰有利？當然不是女性工人。(For what reason, then, should the woman worker seek a union with the bourgeois feminists? Who, in actual fact, would stand to gain in the event of such an alliance? Certainly not the woman worker.)
柯倫泰避免將自己與「女性主義」聯繫在起來，因為她認為這個詞過於與資產階級女性主義相聯繫，限制了其他階級受益於該詞的可能性。
作為俄國布爾什維克黨的著名領袖，柯倫泰捍衛她的立場，認為資本主義塑造了女性在社會中的不滿和壓迫地位。她強調無產階級和資產階級女性在社會中的差異，儘管科倫泰的思想中表達了所有處於資本主義經濟下的女性都遭受壓迫的觀點。柯倫泰堅決反對資產階級女性和無產階級或工人階級女性結盟，其中一個原因是資產階級仍然利用工人階級女性的勞動來獲得利益，因此延續了資本主義社會中女性所遭受的不公待遇。她理論化了一個以性別平等為基礎的經濟烏托邦，但從未自稱為女性主義者，儘管她對社會主義理念中的女性主義運動有著深遠影響。柯倫泰對女性主義運動持批評態度，認為女性主義者過於天真，只關注性別問題，而忽視了資本主義統治下不平等的根本原因——階級的劃分，這也導致了性別鬥爭的產生，就像階級結構中男性所遭遇的嚴重分化一樣。柯倫泰分析了馬克思主義的理論及其歷史背景，並認為社會最重要的障礙是性別不平等，而這種不平等在資本主義社會中無法根除。
由於資本主義本質上是為了私利，柯倫泰認為女性無法在資本主義社會中消失，因為女性的「自由勞動」被資本主義社會利用。柯倫泰批評女性主義運動忽視了工人階級在養家糊口、工資低於男性的情況下，仍被要求為資產階級或上層女性提供勞動，這樣繼續壓迫工人階級女性，並且這種壓迫依然存在。 在布爾什維克運動期間，柯倫泰作為女性領袖面臨了來自男性主導政治立場的激烈批評。在這種特殊的時期，柯倫泰持續寫日記，記錄她對於走向更「現代」社會的計劃與想法，她認為社會主義應該有助於根除資本主義及其對不同性別和階級群體的壓迫。
像柯倫泰的評論者認為，自由主義女性主義（Liberal feminism）會削弱馬克思主義改善工人階級條件的努力。馬克思主義者支持更加激進的政治方案，即通過社會主義革命來解放女性，並特別強調女性工作及其革命後的物質條件變化。馬克思主義女性主義者還支持由瑪麗亞·米斯(Maria Mies）提出的激進「烏托邦需求」（Utopian Demands）。 這種革命範圍的要求表明，要求任何低於全面改革的需求將無法對長期問題提供有效的解決方案。

## 著名马克思主義女性主义者
- 西蒙娜·德·波伏娃
- 舒拉米斯·费尔斯通
- 西尔维娅·费德里齊
- 上野千鶴子
- 拉亚·杜纳耶夫斯卡娅
- 安吉拉·戴维斯
- 希拉罗·博特姆（英语：Sheila Rowbotham）
- 伊夫林·里德（英语：Evelyn Reed）
- 刘雨峤

## 延伸阅读
- Poonacha, Veena. . Economic and Political Weekly (Sameeksha Trust （India）). 13 March 1993, 28 (11): 438–439  [2018-02-05]. （原始内容存档于2017-12-01）. （页面存档备份，存于）

Cited in: 
Puniyani, Ram. . SAGE Publications. 2005-07-21  [2018-02-05]. ISBN 978-0-7619-3338-0. （原始内容存档于2023-07-19） （英语）. （页面存档备份，存于）

## 外部連結
- 马克思主义、自由主义和女性主义（左翼法律思想） （英語），新德里，期刊（2010年） Jur. Eric Engle LL.M.博士著
- 无产阶级女性主义（英語）（Proletarian Feminism）
- Silvia Federici, recorded live at Fusion Arts, NYC. 11.30.04（英語）
- 马克思主義女性主义（英語）
- 反资本主义的左派女性主義 （页面存档备份，存于）（英語） Lidia Cirillo著